# Loi sur la fonction de police
La Loi sur la fonction de police, abrégée LFP, est une loi belge du 5 août 1992, entrée en vigueur le 1er janvier 1993.

## Principes généraux
Elle a pour principe de définir le cadre et la manière dans lesquels les services de police en Belgique interviennent et mènent leur mission sur le terrain.